# Famous Monsters
Famous Monsters – piąta płyta zespołu The Misfits wydana w październiku 1999 roku przez firmę Roadrunner Records.

## Lista utworów
1. Kong at the Gates
2. The Forbidden Zone
3. Lost in Space
4. Dust to Dust
5. Crawling Eye
6. Witch Hunt
7. Scream!
8. Saturday Night
9. Pumpkin Head
10. Scarecrow Man
11. Die Monster Die
12. Living Hell
13. Descending Angel
14. Them!
15. Fiend Club
16. Hunting Humans
17. Helena
18. Kong Unleashed
19. Devil Doll (exclusive UK/Japan bonus track)
20. 1,000,000 Years B.C. (exclusive UK bonus track)
21. Helena 2 (exclusive UK bonus track)

## Muzycy
- Michale Graves - śpiew
- Doyle Wolfgang von Frankenstein - gitara
- Jerry Only - gitara basowa, chórki
- Dr. Chud - perkusja